# Dokuczajewe (obwód kirowohradzki)
Dokuczajewe (ukr. Докучаєве) – wieś na Ukrainie, w obwodzie kirowohradzkim, w rejonie kropywnyckim, w hromadzie Ustyniwka. W 2023 liczyła 1054 mieszkańców.